# Dalmeny (Saskatchewan)
Pour les articles homonymes, voir Dalmeny.
Dalmeny est une ville de la Saskatchewan au Canada.
Sa population était de 1 766 habitants en 2021.